# Otto Rühle (Politiker, 1874)

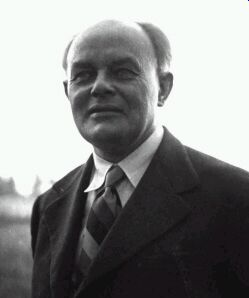
Otto Rühle

Karl Heinrich Otto Rühle (* 23. Oktober 1874 in Großvoigtsberg bei Freiberg in Sachsen; † 24. Juni 1943 in Mexiko-Stadt) war ein sozialdemokratischer, später rätekommunistischer Politiker und Schriftsteller.

## Leben
Zwischen 1907 und 1913 war Rühle Wanderlehrer des Zentralbildungsausschusses der SPD, von 1912 bis 1918 dann Mitglied des Reichstages. Am 20. März 1915 stimmten er gemeinsam mit Karl Liebknecht, der bereits in der vorigen Abstimmung am 2. Dezember 1914 so abgestimmt hatte, als einzige Abgeordnete gegen die Bewilligung der Kriegskredite. Damit widersetzten sich die beiden offen der SPD-Fraktionsdisziplin. Bei der ersten Kriegskrediteabstimmung nach der Kriegserklärung Deutschlands an Russland und Frankreich war Rühle am 4. August 1914 zusammen mit Fritz Kunert einer von zwei SPD-Reichstagsabgeordneten gewesen, die vor der Abstimmung den Saal verließen.
1916 – während des Ersten Weltkrieges – beteiligte sich Rühle an der Bildung des Spartakusbundes und im Dezember 1918 – nach Kriegsende – an der Gründung der KPD. Er ist Vorsitzender des Arbeiter- und Soldatenrates in Dresden und tritt nach kurzer Zeit aus, um die Revolution in seiner Heimatstadt Pirna weiterzutreiben. Nach seinem Ausschluss aus der KPD im Oktober 1919 zählte Rühle am 3. April 1920 zu den Mitbegründern der KAPD. Aus dieser Partei wurde Rühle im Oktober 1920 ausgeschlossen. Zwischen 1921 und 1925 gehörte er der AAUE an. Otto Rühle löste sich um 1925 von der rätekommunistischen Richtung der deutschen Arbeiterbewegung und näherte sich zunehmend dem Anarchismus und der Adlerschen Individualpsychologie an. Von 1925 bis zum Ende der Weimarer Republik war Rühle als Bildungsreferent der Gemeinschaft proletarischer Freidenker (GpF) tätig und widmete sich vornehmlich kulturhistorischen Studien.
Im Sommer 1932 veröffentlichte Rühle unter dem Pseudonym Carl Steuermann die Schrift Der Mensch auf der Flucht und verließ Deutschland, um sich mit seiner zweiten Frau, der jüdischen Individualpsychologin und Schriftstellerin Alice Rühle-Gerstel in deren Geburtsstadt Prag niederzulassen. Im Februar 1933 plünderte und zerstörte ein SA-Sturmtrupp Rühles Haus in Dresden.
Auf Vermittlung seines Schwiegersohnes arbeitete Rühle ab 1935 als Berater beim mexikanischen Erziehungsministerium. Alice Rühle-Gerstel folgte ihm 1936 nach Mexiko. In seiner Funktion als Erziehungsberater stand er auch in Kontakt zu Leo Regener und Hans Löhr, für die er sich – allerdings ohne Erfolg – um Anstellungen im mexikanischen Schuldienst bemühte.
Ab April 1937 wirkte Rühle in einer Kommission, die die im Moskauer Schauprozess gegen Leo Trotzki erhobenen Vorwürfe überprüfte. Mit Trotzki führt er auf persönlich-freundschaftlicher Basis heftige Streitgespräche und dieser schreibt ein Vorwort zu seiner Kurzausgabe des Kapitals von Karl Marx. Zwischen 1939 und 1943 verdiente er sich seinen Lebensunterhalt durch Gelegenheitsarbeiten wie Postkartenzeichnungen unter dem Pseudonym Carlos Timoneros. Rühle starb am 24. Juni 1943 im Alter von 68 Jahren an Herzversagen. Alice Rühle-Gerstel nahm sich am selben Tag das Leben.

## Darstellung Rühles in der bildenden Kunst
- Conrad Felixmüller: Der Agitator Otto Rühle spricht (Öl, 125 × 93 cm, 1920)[8]
- Hermann Scherer: Der Redner (Holzskulptur, 1926)[9]

## Werk
Seine Schwerpunkte waren die Schul- und Bildungspolitik. In seinem Buch Die Seele des proletarischen Kindes (1925) entwickelte er mithilfe des Begriffs der proletarischen Protestmännlichkeit aus der Individualpsychologie Alfred Adlers eine frühe Habitus-Theorie. Er gehörte neben Manès Sperber und Wilhelm Reich zu jenen Linken, die sich schon frühzeitig um eine Verbindung von Marxismus und Psychologie bemühten.

## Schriften (Auswahl)
- Der erste Strauß. Ein Liederbuch. 1894.
- Aus jungen Tagen. Ein neues Liederbuch. 1896.
- Die Schundliteratur und ihre Bekämpfung von Seiten des Lehrers. 1896.
- Sechs Jahre in einem sächsischen Lehrerseminar. 3 Teile, 1896.
- Die Geschichte der Nordpolfahrten. 1897.
- Schulen ohne Gott. o. J. [1902].
- Die Volksschule, wie sie ist. 1903, 1909.
- Die Volksschule, wie sie sein soll. 1903, 1911.
- Das sächsische Volksschulwesen. Eine zusammenfassende Darstellung der sächsischen Schulverhältnisse. 1904.
- Arbeit und Erziehung. Eine pädagogische Studie. o. J. [1904].
- Kinder-Elend. Proletarische Gegenwartsbilder. o. J. [1906].
- Die Aufklärung der Kinder über geschlechtliche Dinge. 1907.
- Atemgymnastik. Mit zahlreichen Abbildungen. 1909.
- Das proletarische Kind. Eine Monographie. 1911, 1922.
- Grundfragen der Erziehung. 1912, 1923.
- Das proletarische Kind. Erziehungsbeilage. Breslau [u. a.] 1912–1915.
- Umgang mit Kindern. Grundsätze – Winke – Beispiele. o. J. [1913], 1924.
- Du und dein Kind. Schriftenreihe. Verlag Buchhandlung Görlitzer Volkszeitung, Görlitz 1914.
- Die sexuelle Erziehung des Kindes. 1914.
- Kind – Alkohol und Erziehung. o. J. [1914].
- Erziehung zum Sozialismus. Ein Manifest. 1919.
- Die Kommunisten und der Friede: Schriften zur Propaganda. o. J. [1919].
- Der U.S.P.-Frieden. Der Friedensvertrag ist unterzeichnet. 1919.
- Die Spaltung der K.P.D. (Spartakusbund). 1919.
- Schlagworte der U.S.P. 1920.
- Moskau und wir. 1920.
- Kind und Umwelt. Eine sozialpädagogische Studie. 1920.
- Neues Kinderland. Ein kommunistisches Schul- und Erziehungsprogramm. 1920.
- Zur Sexualethik des Kommunismus. 1920.
- Die Revolution ist keine Parteisache. 1920.
- Grundfragen der Organisation. o. J. [1921].
- Über die Märzkatastrophe des deutschen Proletariats. (Sonderdruck der Aktion), Verlag Die Aktion, Berlin-Wilmersdorf 1921. (mit Franz Pfemfert, James Broh, Maximilian Harden)
- Die Sozialisierung der Frau. 1921, 1922.
- Von der bürgerlichen zur proletarischen Revolution. 1924.
- Am andern Ufer. Blätter für sozialistische Erziehung. Verlag Am andern Ufer, Dresden/Leipzig (1. Jahrgang 1924 – 2. Jahrgang 1925) (Hrsg. von Otto Rühle und Alice Rühle-Gerstel)
- Die Seele des proletarischen Kindes. 1925.
- Schriftenreihe des Freidenkerverlages. Gemeinschaft proletarischer Freidenker (GpF), Leipzig-Lindenau: Verlagsanstalt proletarischer Freidenker (1925).
- Das Proletarische Kind. Monatsblätter für proletarische Erziehung. Verlag Am andern Ufer, Dresden/Leipzig (1. Jahrgang 1925 – 2. Jahrgang 1926).
- Das verwahrloste Kind. 1926.
- Schwer erziehbare Kinder. Eine Schriftenfolge. Verlag Am andern Ufer, Dresden 1926–1927.
- Die Revolutionen Europas. Band 1–3, 1927.

Der Teil 2 wurde 1998 wieder aufgelegt als: Otto Rühle: 1848 – Revolution in Deutschland. Unrast Verlag, Münster 1998, ISBN 3-928300-85-7.
- Karl Marx. Leben und Werk. Avalun, Hellerau 1928.

Übersetzung ins Englische (Karl Marx. His Life and Work) von Eden und Cedar Paul. Viking Press, New York 1929.
- Sexual-Analyse. Psychologie des Liebes- und Ehelebens. 1929.
- Illustrierte Kultur- und Sittengeschichte des Proletariats. Band 1. Neuer Deutscher Verlag, Berlin 1930, Neudruck: Verlag Neue Kritik, Frankfurt am Main 1971, ISBN 3-8015-0100-0.
- Illustrierte Kultur- und Sittengeschichte des Proletariats. Band 2. Focus-Verlag, Lahn-Gießen 1977 (Vorwort von Henry Jacoby), ISBN 3-920352-01-7.
- Imperialismus in Mexiko. Ertrag einer Mexiko-Reise. 1931 [Veröffentlicht unter dem Pseudonym Carl Steuermann] Kritik.
- Weltkrise – Weltwende. Kurs auf Staatskapitalismus. 1931 [Veröffentlicht unter dem Pseudonym Carl Steuermann].
- Der Mensch auf der Flucht. 1932 [Veröffentlicht unter dem Pseudonym Carl Steuermann].
- Baupläne für eine neue Gesellschaft. Rowohlt, Reinbek 1971, ISBN 3 499 45288 X (Manuskriptabschluß: 1935).
- La escuela del trabajo. 1938.
- The living thought of Karl Marx. 1939, 1949.
- Schriften: Perspektiven einer Revolution in hochindustrialisierten Ländern. 1971 (Manuskriptabschluß: 1939 und 1940).
- The struggle against fascism begins with the struggle against bolshevism. 1974.
- Revolution und Sozialismus (Révolution et socialisme). 1970.

sowie einen Nachlass mit mehreren unveröffentlichten Manuskripten
Online-Ausgaben
- Otto Rühle: Von der bürgerlichen zur proletarischen Revolution (1924) (PDF-Datei; 221 kB)
- Karl Marx: Das Kapital – Kurzfassung von Otto Rühle